# OXY
OXY（オキシー）はロート製薬が発売する男性向け化粧品ブランド、および同社の登録商標である。
キャッチコピーは「激爽、OXY」。ちなみに「激爽」も、ブランドとともに商標登録されている。

## 概要
「OXY（オキシー）」は元々、海外でグラクソ・スミスクライン社が展開していたが、2004年12月にロート製薬の子会社であるメンソレータム社（アメリカ）が同ブランドの商標権・製造権・特許権を買収し、同事業の展開を開始。海外では35カ国で展開しており、ニキビ予防・治療薬のブランドとして、北米では8割以上の知名度を誇っている。
そんな中、日本でも若い世代（10代から20代前半）の男性のおしゃれ意識やスキンケアの使用率が急激に高まってきたこともあり、男性向け化粧品市場に進出。ワールドワイドブランドである「OXY」が2006年3月に日本に上陸した。
ロートが発売する「OXY」は海外からの直輸入ではなく、ユーザー調査によって得たデータを基に開発し、ゼラニウムの香りをつけた日本独自の仕様である。また、男性ならではの肌トラブルにも対処すべく、ロートが長年培ってきたスキンケア技術を製品一つ一つに応用している。
当初はフェイスケアを主に展開していたが、後にボディケア・ヘアケア・日やけ止めも展開されるようになる。
CMでは、2006年3月の発売開始時から当時KAT-TUNのメンバーだった赤西仁、田中聖が担当。その後、発売5年目を迎えた2010年3月からは佐々木希を起用し、4年間担当した。2014年3月にSEKAI NO OWARIが起用されてからは1年毎に入れ替わっており、2015年3月からは小島瑠璃子が起用、2016年3月からは白濱亜嵐（GENERATIONS・EXILE）が起用されている。インドネシアで放送されているCMにはJKT48が出演。
2010年4月から「肌ラボ」に続き、コンビニシリーズの発売を開始した。

## 歴史
- 2004年12月 - グラクソ・スミスクライン社が保有していた「OXY」事業を子会社のメンソレータム社（アメリカ）が買収。同事業の展開を開始。
- 2006年3月 - 男性向け化粧品「OXY」のフェイスケア製品6アイテムの発売を開始。
- 2007年3月 - フェイスケア製品3アイテム、ボディケア製品5アイテムの計8アイテムを追加発売。
- 2007年8月 - コンビニエンスストア向け商品だった薬用リップクリーム「パーフェクトウォーターリップ」を全業態に拡大して発売。
- 2008年3月 - 薬用シャンプー「パーフェクトクレンジングシャンプー」を追加発売。また、「デオセプティックローション」の処方を強化した「デオドラントボディローション」を発売。
- 2008年4月 - 薬用日焼け止め「パーフェクトサンバーンブロック」を追加発売。
- 2008年8月 - 「モイストローション オキシータンク」、「スムーススキンケアウォッシュ」、チューブ入りのコンディショナー「トリートメントデオコンディショナー」、薬用シャンプー「パーフェクトクレンジングシャンプー」の詰め替え用を追加発売。
- 2009年2月 - シリーズ初の泡洗顔料「ミルキーホイップ」を発売。同時に「パーフェクトローション」、「デオドラントボディローション」のリニューアルと「パーフェクトフェイシャルシート」の後継品として「パーフェクトスキンシート」を発売。なお、スクラブ入りの洗顔料「ディープウォッシュ」も小改良を行った（販売名:オキシー ディープウォッシュb）。
- 2009年8月 - クリームinタイプの高保湿化粧水「クリームinローション バイタルタンク」と薬用洗顔料「パーフェクトウォッシュ」の大容量サイズを追加発売。「モイストローション オキシータンク」もリニューアル発売。
- 2010年2月 - さっぱりタイプの高保湿化粧水「モイストローション オキシータンク（さっぱり）」、ニキビなどの肌トラブルをトータルケアする「アクネエッセンス」を発売。さらに、「ディープウォッシュ」に大容量サイズを追加。
- 2010年8月 - 洗顔料「クリーミーウォッシュ」を発売。同時に洗顔料全商品をリニューアル。
- 2011年2月 - クールタイプのデオドラントスプレー「冷却デオシャワー」、ボディ用シート「冷却ボディシート」、「冷却ボディタオル」を発売。同時にヘアケアアイテムを刷新し、「パーフェクトスムースシャンプー」と「パーフェクトスムースコンディショナー」を発売。
- 2011年8月 - しみないタイプの薬用化粧水「マイルドタンク」を発売。併せて、化粧水全商品のパッケージをリニューアルするとともに、「モイストタンク しっとりタイプ」は処方も強化。
- 2012年2月
  - 薬用化粧品シリーズ「オキシーホワイト」シリーズ3アイテムを発売。
  - ボディ用冷却ゲル「ボディクーラー」とシリーズ内最高レベルの清涼感がある洗顔料「エクストラアイスジェルウォッシュ」を発売。
- 2013年2月
  - 男性向け日やけ止め「クーリングドライUV」シリーズ3アイテムを発売。
  - 洗顔料5アイテムをリニューアル発売。パッケージデザインを刷新し、裏面に爽快感レベル・スクラブの有無・肌タイプを明記した。
- 2013年3月 - 「冷却デオシャワー」をリニューアル発売。
- 2013年8月 - 泡タイプの洗顔料「パーフェクトウォッシュ 泡タイプ」・「パーフェクトウォッシュ 泡タイプ クール」を発売。
- 2014年3月
  - 化粧水4アイテムをリニューアル発売。併せて、「クリーミーウォッシュ」を再発売。
  - 「オキシーホワイト」には「ホワイトウォッシュ泡タイプ」と「薬用ホワイトエッセンス」を追加発売し、「ホワイトウォッシュ」と「薬用ホワイトローション」をリニューアル発売。
  - 3つの香りが選べる「パーフェクトフェイシャルシート」を発売。
- 2015年2月 - 「パーフェクトウォッシュ 泡タイプ」をリニューアル。併せて、「パーフェクトウォッシュ」・「ディープウォッシュ」・「クリーミーウォッシュ」・「エクストラアイスジェルウォッシュ」をパッケージリニューアル。
- 2015年8月 - 化粧水4アイテムをリニューアル発売（全品共通でクリアケース入り仕様になり、オープン価格に移行）。併せて、薬用リップクリームを8年ぶりにリニューアルした「パーフェクトモイストリップ」を発売。
- 2016年6月 - 洗顔料「ディープウォッシュ」を仕様変更（販売名が「オキシーディープウォッシュe」となる）。
- 2017年9月 - シェービング剤・化粧水を兼ねたオールインワン型ジェルタイプの洗顔料「3グルーミング ホットクレンズ&シェーブジェル」、「3グルーミング モイストクレンズ&シェーブジェル」を発売。
- 2018年2月 - オールインワン型ライン「3グルーミング」に洗顔料「クリアクレンズ&シェーブジェル」と全身洗浄料「シルキーボディソープ」を追加発売。
- 2019年2月 - 洗顔料「クリアウォッシュ」を発売。同時に洗顔料「パーフェクトウォッシュ」を仕様変更（販売名が「ロート薬用CW」となる）。
- 2021年9月 - ブランド初のオールインワンジェル「パーフェクトモイスチャー」を発売。併せて、「モイストローション」と「ミルキーローション」をリニューアル（処方を変更するとともに、外装ケースを無くし、ボトル形状を「肌ラボ」の化粧水と同じ形状に変更された）。
- 2023年8月 - オールインワンジェル「パーフェクトモイスチャーUV」を発売。

## 製品ラインナップ
現行製品は外部リンクのOXYのブランドサイトを参照。

### 製造終了品
- ミルキーホイップ【医薬部外品】
- パーフェクトスムースウォッシュ
- パーフェクトウォッシュ 泡タイプ クール - 「パーフェクトウォッシュ 泡タイプ」のリニューアルに伴い廃止。
- クリーミーウォッシュ - 2013年2月のパッケージリニューアル時に「パーフェクトモイストウォッシュ」に改名していたが、2014年3月に同製品の後継品として再発売された。2019年1月製造終了。
- エクストラアイスジェルウォッシュ - アイスジェルタイプの洗顔料。2019年1月製造終了。
- パーフェクトウォッシュ 泡タイプ - 2015年2月のリニューアル時に「メンソレータムアクネス 薬用ふわふわな泡洗顔」と同形状となり、泡の弾力を向上した。2019年1月製造終了。
- ホワイトウォッシュ【医薬部外品】 - 2014年2月のリニューアルでは、吸着成分として泥（カオリン）が配合された。2019年1月製造終了。
- ホワイトウォッシュ 泡タイプ - 2019年1月製造終了。
- ミストローション - ミスト化粧水。コンビニ限定製品。
- マイルドタンク【医薬部外品】 - 化粧水のリニューアルに伴い廃止。
- 薬用ホワイトローション【医薬部外品】 - 薬用化粧水。2014年3月のリニューアル時に内容量を増量（150ml→170ml）し、従来の「ホワイトタンク」から製品名を変更した。2019年1月製造終了。
- オイルコントロールローション - さっぱりタイプの化粧水。発売当初は「モイストローション オキシータンク（さっぱり）」として発売されていたが、2011年8月のリニューアル時に「モイストタンク<さっぱりタイプ>」に改名。2014年3月のリニューアル時に「オイルコントロール化粧水」に再改名。2015年8月のリニューアルでスーパーヒアルロン酸を「オイルコントロール化粧水」比2倍に増量し、製品名を再々改名した。化粧水のリニューアルに伴い、2021年8月製造終了。
- アクネケアローション【医薬部外品】 - 薬用化粧水。発売当初は「パーフェクトローション」として発売されていたが、2011年8月のリニューアル時に「アクネケアタンク」に改名。2014年3月のパッケージリニューアル時に「アクネケア化粧水」に再改名。2015年8月のリニューアルで内容量を他のOXYシリーズの化粧水と同容量に増量（150ml→170ml）し、製品名を再々改名した。化粧水のリニューアルに伴い、2021年8月製造終了。
- パーフェクトモイスチャー 無香料 - 化粧水・乳液・美容液・クリームの機能を一体化したジェルタイプのオールインワン。2023年7月製造終了。なお、リラックスシトラスの香りは継続発売。
- アクネブロックジェル【医薬部外品】 - アクネエッセンスの発売に伴い廃止
- パーフェクトエッセンス - アクネエッセンスの発売に伴い廃止
- アクネエッセンス【医薬部外品】 - 薬用ホワイトエッセンスへ継承のため廃止。
- ホワイトエッセンス【医薬部外品】 - 薬用ホワイトエッセンス発売に伴い廃止。
- 薬用ホワイトエッセンス【医薬部外品】 - 従来発売されていた「ホワイトエッセンス」の後継製品で、透明ジェルタイプに変更し、ポンプからチューブ（外箱入り）に変更した。また、本品は以前発売されていた「アクネエッセンス」の代替製品でもあった。2019年1月製造終了。
- オイルコントロールジェル（製造販売元：日本コルマー）
- パーフェクトクリアパッド
- マキシマムクリアパッド
- パーフェクトフェイシャルシート - パーフェクトスキンケアフェイスシートの発売に伴い廃止
- パーフェクトスキンケアシート【医薬部外品】 - パーフェクトフェイシャルシートの発売に伴い廃止
- パーフェクトフェイシャルシート - 香りは「リフレッシュピールの香り」・「リラックスアロマの香り」・「ナチュラルフルーティーの香り」の3種類。2018年1月製造終了。
- パーフェクトモイストリップ【医薬部外品】（SPF15） - リップクリーム。2015年8月のリニューアルで新たにヒアルロン酸Na（ヒアルロン酸Na-2）を新配合し、「メンソレータム ディープモイスト」と同じ楕円形に変更。「パーフェクトウォーターリップ」から製品名が変更された。2021年1月製造終了。
- 3グルーミング ホットクレンズ&シェーブジェル - シェービングジェルを兼ねた温感ジェルタイプのオールインワン型洗顔料。2020年4月製造終了。
- 3グルーミング モイストクレンズ&シェーブジェル - シェービングジェルを兼ねた保湿ジェルタイプのオールインワン型洗顔料。2020年7月製造終了。
- 3グルーミング クリアクレンズ&シェーブジェル - シェービングジェルを兼ねたジェルタイプのオールイン型洗顔料。2020年7月製造終了。
- 3グルーミング シルキーボディソープ - プレシェーブジェルを兼ねた全身洗浄料。2020年7月製造終了。
- デオセプティックローション - デオドラントローションの発売に伴い廃止
- パーフェクトデオスライム【医薬部外品】
- デオドラントリキッドスプレー【医薬部外品】
- パーフェクトボディローション
- デオドラントボディローション【医薬部外品】 - 冷却デオシャワーの発売に伴い廃止
- ボディクーラー
- クールボディシート
- クールボディシートC - 「クールボディシート」のコンビニ向け仕様。パッケージデザインが異なっており、サイズラインナップも通常の12枚入りのみだけでなく、徳用サイズの36枚入りも設定されていた。
- クールボディタオル
- クールボディタオルC - 「クールボディタオル」のコンビニ向け仕様。パッケージデザインが異なっていた。
- デオドラントリキッド【医薬部外品】
- パーフェクトサンバーンブロック【医薬部外品】（SPF50+/PA+++） - 「クーリングドライUVローション」の発売に伴い廃止
- クーリングドライUVジェル（SPF32/PA+++） - ジェルタイプの日やけ止め。2016年1月製造終了
- クーリングドライUVスプレー（SPF50+/PA+++） - クールスプレータイプの日やけ止め。2016年10月製造終了
- クーリングドライUVローション（SPF50+/PA+++） - 乳液タイプの日やけ止め。2016年10月製造終了
- パーフェクトクレンジングシャンプー【医薬部外品】 - 「パーフェクトスムースシャンプー」の発売に伴い廃止
- トリートメントデオコンディショナー - 「パーフェクトスムースコンディショナー」の発売に伴い廃止
- パーフェクトスムースシャンプー - 2018年1月製造終了
- パーフェクトスムースコンディショナー - 従来発売されていた「トリートメントデオコンディショナー」のチューブタイプからポンプタイプに替わり、つめかえ用が設定された。2018年1月製造終了
- スキンケア・ヘアケアセット - ミニチューブ入り洗顔フォーム（ディープウォッシュ）、化粧水（モイストローション オキシータンク さっぱり）、シャンプー、コンディショナーの4点が入ったトライアルセット。コンビニ向け製品。

## 海外での展開
海外では、アメリカ・カナダ・イギリス・ベトナム・オーストラリアを中心に展開されている。なお、「OXY」をモチーフとしたブランドマークは日本向け製品に導入されていたが、最近ではベトナム向け製品にも導入されている。